# Lisa Oed
Lisa Oed (* 2. Januar 1999 in Rüsselsheim, Hessen) ist eine deutsche Leichtathletin.

## Berufsweg
Lisa Oed machte 2016 als G8-Schülerin an der Claus-von-Stauffenberg-Schule in Dudenhofen, ihr Abitur und nahm anschließend ein Biochemie-Studium auf.
Nach zwei Semestern an der Johann Wolfgang Goethe-Universität in Frankfurt wechselte Oed zur Mississippi State University in Starkville. Sie wechselte dann dort auf ein Medizinstudium und kehrte nach Deutschland zurück.

## Sportliche Karriere
Oed trat im Alter von drei Jahren der LG Rodgau bei und bestritt 2002, im Alter von vier Jahren, ihre ersten Läufe. 2007 wechselte sie zum VfL Münster und fokussierte sich verstärkt auf den Triathlon. Mit acht Jahren bestritt sie ihren ersten Triathlon.
2018 wurde Oed in der Hallensaison Deutsche U20-Hallenvizemeisterin über 3000 Meter. Mitte März konnte sie in Ohrdruf erneut Deutsche U20-Crosslaufmeisterin werden und mit der Mannschaft Bronze holen. Im Mai war die 3. Lange Laufnacht in Karlsruhe für Oed sehr erfolgreich: In einem sehr schnellen 5000-Meter-Rennen lief sie mit der Zeit von 16:09,34 min Hessischen Rekord. In der höheren Altersklasse wurde sie Anfang Juli über 3000 m Hindernis Deutsche U23-Vizemeisterin. In Rostock konnte sie Anfang August ihren Titel als Deutsche Jugendmeisterin (U20) im 3000-Meter-Lauf verteidigen und über 2000 m Hindernis Deutsche Jugendvizemeisterin (U20) werden. Am 1. September wurde Oed in Ilsenburg auf einem Parcours von 11,7 km im Rahmen des Brockenlauf Deutsche Berglaufmeisterin und belegte in der Mannschaftswertung den 2. Platz.
2019 wurde Oed Anfang Februar Deutsche Hochschulhallenmeisterin über 3000 Meter. Im März konnte sie in Ingolstadt auf einer 5,1 km-Distanz Deutsche U23-Crosslaufvizemeisterin werden. Mitte Juni belegte sie bei den Deutschen U23-Meisterschaften im 3000-Meter-Hindernislauf den 5. Platz. Mitte September wurde Oed bei den Deutschen 10-km-Straßenlaufmeisterschaften in Siegburg U23-Vizemeisterin, gleichbedeutend mit dem 6. Platz in der Frauenwertung.
Oed gehört dem 461 Athleten starken Bundeskader bzw. hier konkret dem Perspektivkader des Deutschen Leichtathletik-Verbandes (DLV) in der Saison 2020–21 an.
Lisa Oed startet seit 2008 für den SSC Hanau-Rodenbach. 2001 war sie der LG Rodgau beigetreten und 2007 zum VfL Münster gewechselt. Beim VfL Münster, für den sie immer noch zum Ausgleich und als Trainingseinheit gelegentlich bei Duathlon- oder Triathlonwettbewerben startet, betreut ein Trainerteam um Andreas Kropp die Sportler in den einzelnen Sportarten.
Als beste Nachwuchsläuferin der Jahre 2017 und 2018 wurde Oed für ihre außerordentlichen Leistungen und nationalen sowie internationalen Erfolge bei den Jahrestagungen der German Road Races ausgezeichnet.

## Persönliche Bestleistungen
(Stand: 1. September 2021)
Halle
- 800 m: 2:18,09 min, Hanau, 24. Januar 2016
- 1500 m: 4:45,12 min, Hanau, 23. Januar 2016
- 3000 m: 9:38,87 min, Frankfurt, 1. Februar 2017

Freiluft
- 800 m: 2:17,81 min, Darmstadt, 21. Juni 2015
- 1500 m: 4:30,74 min, Pfungstadt, 5. Juli 2017
- 3000 m: 9:35,90 min, Rostock, 29. Juli 2018
- 5000 m: 16:09,34 min, Karlsruhe, 19. Mai 2018 (HR)
- 10.000 m: 33:35,99 min, Tallinn, 9. Juli 2021
- 1500 m Hindernis: 4:59,77 min, Mönchengladbach, 30. Juli 2016
- 2000 m Hindernis: 6:38,48 min, Rostock, 28. Juli 2018
- 3000 m Hindernis: 9:57,45 min, Tampere, 13. Juli 2018
- 10 km Straße: 34:44 min, Berlin, 14. Oktober 2018
- Marathon: 2:52:58 h, New York, 4. November 2018

## Titel im Jugend- und Juniorenbereich
national
- 2016: Deutsche U18-Meisterin (3000 m)
- 2017: Deutsche U20-Hallenmeisterin (3000 m)
- 2017: Deutsche U20-Crosslaufmeisterin (4,36 km)
- 2017: Deutsche U20-Meisterin (3000 m und 2000 m Hindernis)
- 2018: Deutsche U20-Crosslaufmeisterin (Einzel, 3. Platz U20-Mannschaft)
- 2018: Deutsche U20-Meisterin (3000 m)
- 2018: Deutsche U20-Berglaufmeisterin (Einzel, 2. Platz U20-Mannschaft)

international
- 2017: U20-Berglauf-Europameisterin (4,5 km)
- 2017: U20-Europameisterin (3000 m Hindernis)